# Беркович, Исаак Яковлевич
Исаак Яковлевич Беркович (укр. Ісаак Якович Беркович, 28 декабря 1902, Киев — 5 января 1972, Киев) — советский украинский композитор и педагог. Член Национального союза композиторов УССР.
Исаак Беркович родился в Киеве в семье часового мастера. В 1920 году поступил в Киевскую консерваторию. Учился в классе фортепиано у профессора В. Пухальского и одновременно изучал курс музыкальной теории и композиции у профессора Б. Лятошинского. Окончил консерваторию в 1925 году. С 20 лет Беркович начал заниматься педагогической деятельностью. К 1930 году он работал в киевской музыкальной школе № 6.
В 1925—1941 годы являлся педагогом в Киевском музыкальном училище, а также преподавателем в Киевской вечерней консерватории. В 1933—1941 годы был ассистентом, с 1947 года — доцентом, с 1969 года — профессором Киевской консерватории. Параллельно с педагогической работой Беркович занимался композиторской деятельностью, создавая, в основном, фортепианные произведения. Автор учебно-методического пособия «Школа игры на фортепиано» (1960), по которому училось не одно поколение музыкантов. Для преподавания обрабатывал многие народные произведения как пример: "Утёнушка луговая".